# Championnats d'Afrique de gymnastique artistique 2004
Navigation
Alger 2002 Le Cap 2006
La 7e édition des championnats d'Afrique de gymnastique artistique se déroule du 10 au 19 décembre 2004 au stade Lat-Dior de Thiès, au Sénégal. Il s'agit de la première fois que ces championnats sont organisés en Afrique subsaharienne.
12 pays participent à la compétition.
Ils sont organisés conjointement avec les Championnats d'Afrique de gymnastique rythmique 2004 et les Championnats d'Afrique de trampoline 2004.

## Résultats

### Hommes
| Épreuve                       | Or               | Argent          | Bronze             |
| ----------------------------- | ---------------- | --------------- | ------------------ |
| Finales par équipes seniors   |                  |                 |                    |
| Concours général par équipes  | Algérie          | Afrique du Sud  | Tunisie            |
| Finales individuelles seniors |                  |                 |                    |
| Concours général individuel   | Wajdi Bouallègue | Fateh Ait Saada | Christian Brezeanu |
| Sol                           | Wajdi Bouallègue |                 |                    |
| Cheval d'arçons               | Wajdi Bouallègue |                 |                    |
| Anneaux                       | Fateh Ait Saada  |                 |                    |
| Saut de cheval                | Wajdi Bouallègue |                 |                    |
| Barres parallèles             | Wajdi Bouallègue |                 |                    |
| Barre fixe                    | Sidali Ferdjani  |                 |                    |
| Finales par équipes juniors   |                  |                 |                    |
| Concours général par équipes  | Afrique du Sud   | Maroc           | Algérie            |
| Finales individuelles juniors |                  |                 |                    |
| Concours général individuel   | Alden Beyer      | Ross Ferguson   | Mothibi Kutwano    |
| Sol                           | Morchid Taoufiq  |                 |                    |
| Cheval d'arçons               | Morchid Taoufiq  |                 |                    |
| Anneaux                       | Alden Beyer      |                 |                    |
| Saut de cheval                | Morchid Taoufiq  |                 |                    |
| Barres parallèles             | Tyrone Morris    |                 |                    |
| Barre fixe                    | Alden Beyr       |                 |                    |

### Femmes
| Épreuve                       | Or                                | Argent           | Bronze         |
| ----------------------------- | --------------------------------- | ---------------- | -------------- |
| Finales par équipes seniors   |                                   |                  |                |
| Concours général par équipes  | Afrique du Sud                    | Algérie          | Cameroun       |
| Finales individuelles seniors |                                   |                  |                |
| Concours général individuel   | Zandre Labuschagne                | Celeste Visagie  | Yana Vizer     |
| Saut de cheval                | Zandre Labuschagne                |                  |                |
| Barres asymétriques           | Zandre Labuschagne                |                  |                |
| Poutre                        | Zandre Labuschagne                |                  |                |
| Sol                           | Zandre Labuschagne                |                  |                |
| Finales par équipes juniors   |                                   |                  |                |
| Concours général par équipes  | Afrique du Sud                    | Namibie          | Algérie        |
| Finales individuelles juniors |                                   |                  |                |
| Concours général individuel   | Francki van Rooyen                | Chanel Moonsammy | Tamlin Cardoso |
| Saut de cheval                | Imène Mayouf                      |                  |                |
| Barres asymétriques           | Francki van Rooyen                |                  |                |
| Poutre                        | Tamlin Cardoso                    |                  |                |
| Sol                           | Francki van Rooyen Tamlin Cardoso |                  |                |